# Georges Cuvier
Georges Cuvier (Montbéliard, 23. kolovoza 1769. – Paris, 13. svibnja 1832.), bio je francuski prirodoslovac i zoolog. Radničkog podrijetla, pripadao je novoj klasi samoškolovanih znanstvenika koji su utrli svoj put na vrh akademske zajednice. Cuvier je glavni lik u istraživanjima prirodnih znanosti u ranom 19. stoljeću i bio je ključan u uspostavi područja komparativne anatomije i paleontologije kroz svoj rad u uspoređivanju živih životinja s fosilima. On je dobro poznat po utvrđivanju izumiranja kao činjenice, najutjecajniji zagovaratelj katastrofizma u geologiji početkom 19. stoljeća i suprotstavljanje postupnim evolucijskim teorijama Lamarcka (lamarkizam) i Geoffroya Saint-Hilairea. Njegovo najpoznatije djelo je Le Règne Animal (1817.; hrvatski: Životinjsko kraljevstvo). 1819. godine dobio je doživotno plemstvo u čast njegovih znanstvenih doprinosa. Nakon toga bio je poznat kao barun Cuvier. Bio je članom pariškog geografskog društva. Umro je u Parizu od kolere.
Njegovo ime nalazi se na listi 72 znanstvenika ugraviranih na Eifellovom tornju.